# Idols 6
Idols 6 was het zesde en laatste seizoen van de talentenjacht Idols, uitgezonden in de periode februari-april 2017. Dit rebootseizoen was te zien op RTL 5. Het programma werd gepresenteerd door Lieke van Lexmond en Ruben Nicolai. De jury bestond uit voormalig Idols-presentator Martijn Krabbé, Eva Simons, Jamai Loman en Ronald Molendijk.

## Kandidaten
| Kandidaat          | Leeftijd | Uitkomst                   |
| ------------------ | -------- | -------------------------- |
| Renee Schnater     | 16       | Geëlimineerd in Liveshow 1 |
| Jahlynn Kalkman    | 19       | Geëlimineerd in Liveshow 1 |
| Mitch Lodewick     | 17       | Derde plaats               |
| Bram Boender       | 20       | Tweede plaats              |
| Julia van Helvoirt | 23       | Winnares                   |

## Kijkcijfers
| Show       | Datum            | Kijkcijfers | Plek | Bron  |
| ---------- | ---------------- | ----------- | ---- | ----- |
| Auditie 1  | 1 februari 2017  | 718.000     |      | [ 2 ] |
| Auditie 2  | 8 februari 2017  |             |      |       |
| Auditie 3  | 15 februari 2017 | 527.000     |      | [ 3 ] |
| Auditie 4  | 22 februari 2017 |             |      |       |
| Auditie 5  | 1 maart 2017     |             |      |       |
| Theater    | 8 maart 2017     |             |      |       |
| Curaçao 1  | 15 maart 2017    |             |      |       |
| Curaçao 2  | 22 maart 2017    |             |      |       |
| Liveband   | 29 maart 2017    |             |      |       |
| Studio     | 5 april 2017     | 313.000     |      | [ 4 ] |
| Liveshow 1 | 12 april 2017    | 294.000     |      | [ 5 ] |
| Finale     | 19 april 2017    | 331.000     |      | [ 6 ] |